# Zájezd (okres Kladno)
Obec Zájezd se nachází v okrese Kladno, kraj Středočeský. Rozkládá se asi devět kilometrů východně od Kladna. Žije zde 138 obyvatel. Součástí obce je také osada Bůhzdař.

## Části obce
- Zájezd
- Bůhzdař

## Historie
První písemná zmínka o obci pochází z roku 1316.

### Územněsprávní začlenění
Dějiny územněsprávního začleňování zahrnují období od roku 1850 do současnosti. V chronologickém přehledu je uvedena územně administrativní příslušnost obce v roce, kdy ke změně došlo:
- 1850 země česká, kraj Praha, politický i soudní okres Smíchov[4]
- 1855 země česká, kraj Praha, soudní okres Smíchov[4]
- 1868 země česká, politický i soudní okres Smíchov[4]
- 1926 země česká, politický okres Smíchov, soudní okres Praha-západ[5]
- 1927 země česká, politický okres Praha-venkov, soudní okres Praha-západ[6]
- 1939 země česká, Oberlandrat Praha, politický okres Praha-venkov, soudní okres Praha-západ[7]
- 1942 země česká, Oberlandrat Praha, politický okres Praha-venkov-sever, soudní okres Praha-západ[8]
- 1945 země česká, správní okres Praha-venkov-sever, soudní okres Praha-západ[9]
- 1949 Pražský kraj, okres Kladno[10]
- 1960 Středočeský kraj, okres Kladno[11]

### Rok 1932
Ve vsi Zájezd (195 obyvatel) byly v roce 1932 evidovány tyto živnosti a obchody: cihelna, hostinec, kovář, obchod s lahvovým pivem, 11 rolníků, obchod se smíšeným zbožím, trafika.

## Pamětihodnosti
- Poutní kaple Rosa Mystica
- Zoopark Zájezd

## Doprava
- Pozemní komunikace – Do obce vedou silnice III. třídy. Ve vzdálenosti 1,5 km vede dálnice D7 s exitem 9 (Buštěhrad).
- Železnice – Železniční trať ani stanice na území obce nejsou. Ve vzdálenosti 4 km je železniční stanice Brandýsek ležící na trati 093 z Kralup nad Vltavou do Kladna.
- Veřejná doprava 2011 – V obci zastavovala v pracovních dnech září 2011 autobusová linka Kladno-Stehelčeves-Středokluky (2 spoje tam, 3 spoje zpět) (dopravce ČSAD MHD Kladno, a.s.). O víkendu byla obec bez dopravní obsluhy.

## Galerie

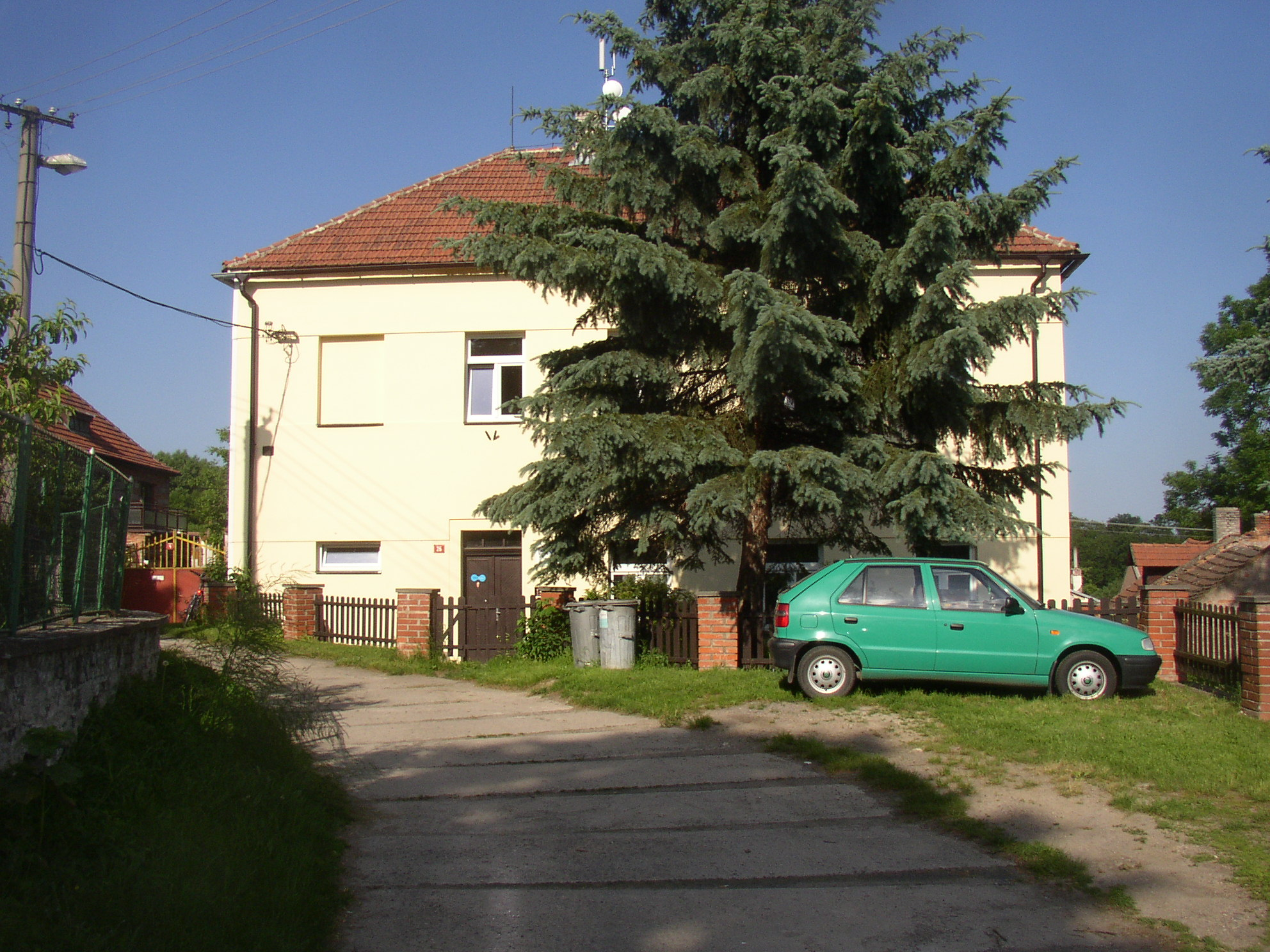
Budova bývalé školy, dnes obecní úřad
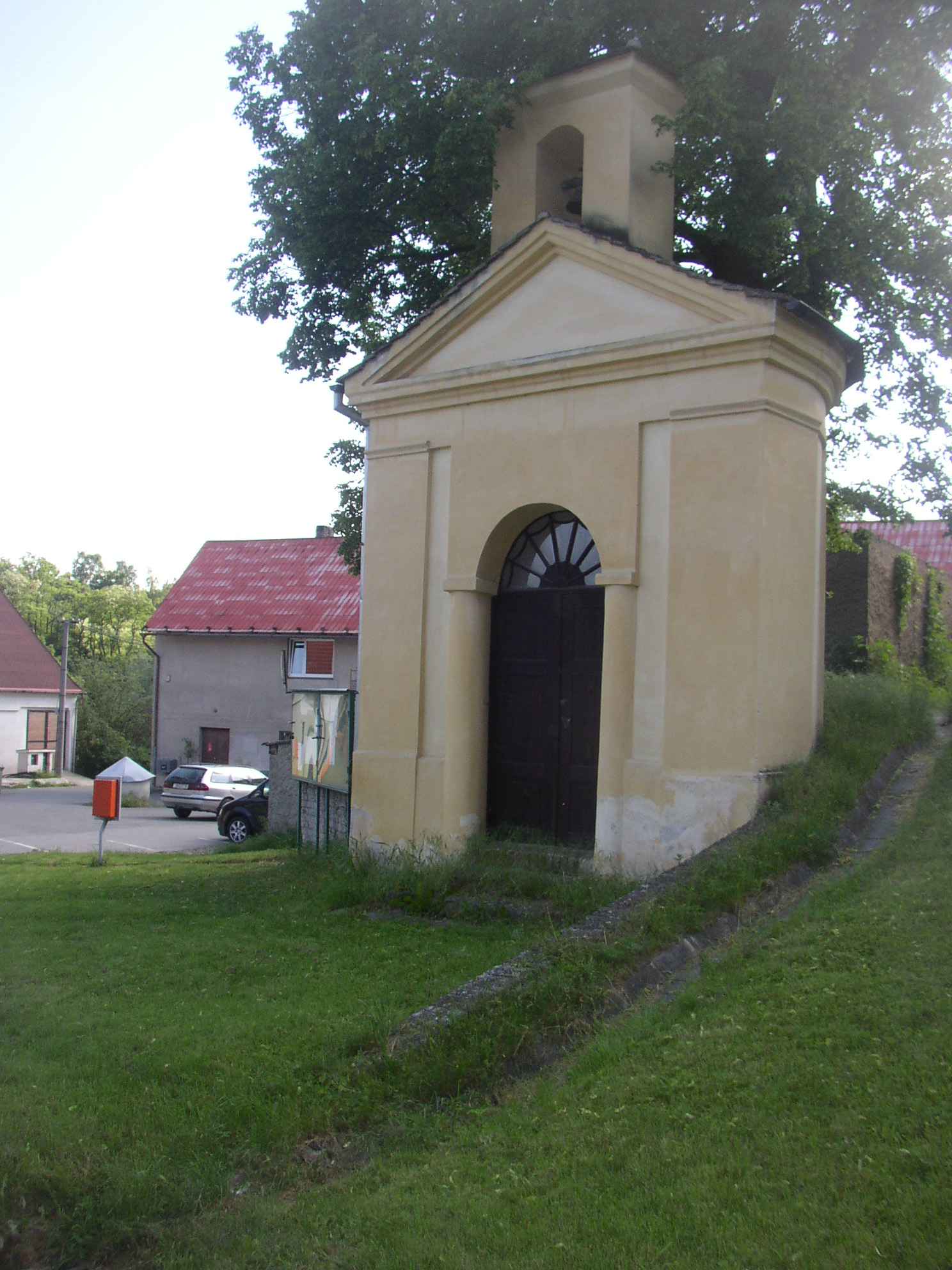
Poutní kaple Panny Marie Rosa Mystica
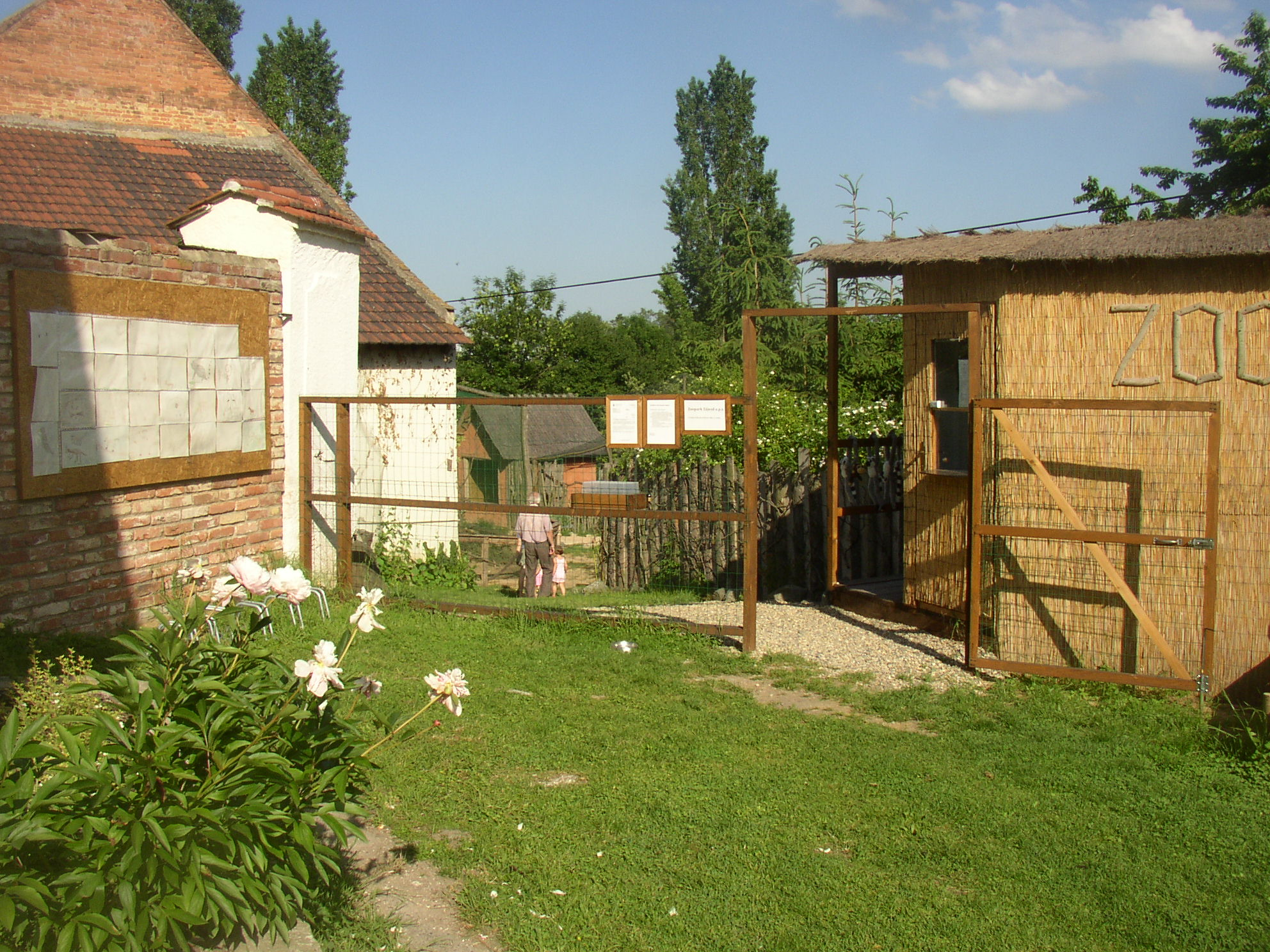
Vstupní brána zooparku
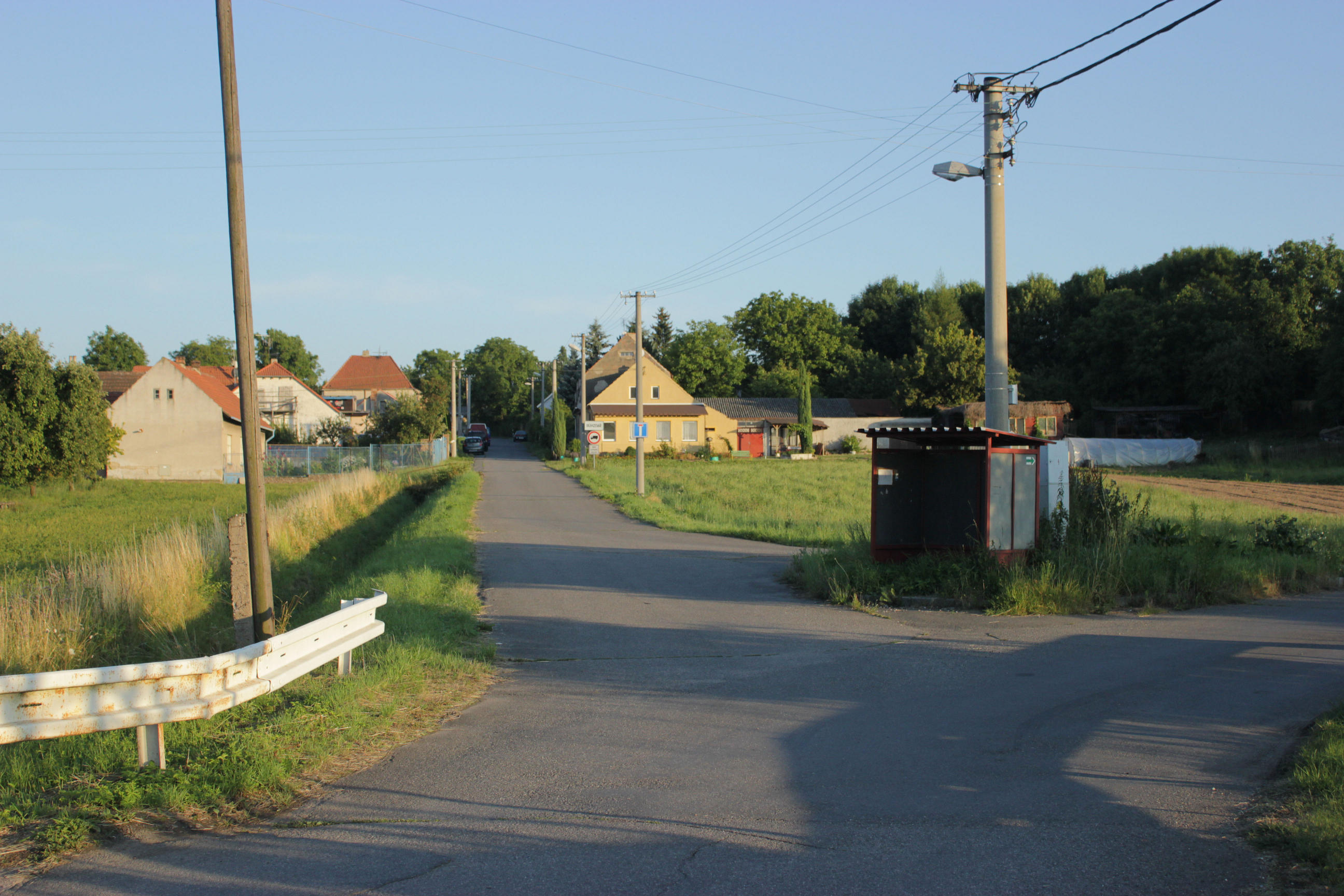
Zájezd od silnice na Bůhzdař